# Rakshitta Ravi
Rakshitta Ravi est une joueuse d'échecs indienne née le 4 avril 2005, deux fois championne du monde des jeunes filles et grand maître international féminin depuis 2023.
Au 1er février 2025, elle est la huitième joueuse indienne et la 77e joueuse mondiale avec un classement Elo de 2 365 points

## Biographie et carrière
Rakshitta Ravi est née en 2005. Sa mère Saimeera Ravi a le titre de maître international chez les femmes et son père TS Ravi est maître international (titre mixte).
Rakshitta Ravi a remporté :
- un titre de championne d'Inde junior (en 2020) ;
- cinq médailles dans les championnats du monde d'Asie de la jeunesse de 2012 à 2023 ;
- une médaille de bronze au championnat du Commonwealth (moins de dix ans en 2015) ;
- deux médailles d'or dans les championnats du monde de la jeunesse : championne du monde en 2015 (moins de dix ans)[3] et 2020 (moins de seize ans)[4].

Elle a obtenu le titre de maître international féminin en 2019 et de grand maître international féminin en 2023.